# Liubîmivka, Dnipro
Liubîmivka (în ucraineană Любимівка) este localitatea de reședință a comunei Liubîmivka din raionul Dnipro, regiunea Dnipropetrovsk, Ucraina.

## Demografie
Componența lingvistică a localității Liubîmivka
     Ucraineană (84,29%)
     Rusă (15,17%)
     Alte limbi (0,35%)
Conform recensământului din 2001, majoritatea populației localității Liubîmivka era vorbitoare de ucraineană (84,29%), existând în minoritate și vorbitori de rusă (15,17%).